# Gonzague Bosquillon de Jenlis
Pour les articles homonymes, voir Bosquillon.
Gonzague de Jenlis (1915 - 2000) est un ingénieur militaire français.

## Biographie
Descendant d'une famille de la noblesse française originaire de Picardie
Gonzague Ernest Marie Joseph Bosquillon de Jenlis est le fils d'André de Jenlis, directeur dans une compagnie d'assurances, et de Madeleine Borel de Brétizel. 
Il est ingénieur général de l'Air, sous-directeur des marchés et de la production aéronautique de 1958 à 1964, directeur de Sup Aéro de 1966 à 1970, fondateur et directeur de l'École nationale supérieure de techniques avancées (ENSTA) de 1970 à 1974 et membre du conseil d'administration de l'École polytechnique.

## Sources
- Annales.org.